# Will Vaulks
Will Vaulks, né le 13 septembre 1993 à Wirral, en Angleterre, est un footballeur gallois évoluant au poste de milieu de terrain avec le club d'Oxford United.

## Biographie

### En club
Will Vaulks commence sa carrière professionnelle à Falkirk. Avec cette équipe, il joue plus de 100 matchs en deuxième division écossaise.
Le 22 juillet 2016, il rejoint le club de Rotherham United, équipe évoluant en deuxième division anglaise, pour un transfert évalué à près de 500 000 €.
Le 27 juin 2019, il rejoint Cardiff City.
Le 21 juin 2022, il rejoint Sheffield Wednesday.
Le 11 juin 2024, il rejoint Oxford United.

### En sélection
Le 20 mars 2019, Vaulks honore sa première sélection lors d'un match amical face au Trinité-et-Tobago.

## Distinctions personnelles
- Membre de l'équipe-type de Scottish Championship (D2) lors de la saison 2013-2014.